# Montia perfoliata
Montia perfoliata é uma espécie de planta com flor pertencente à família Portulacaeae. 
A autoridade científica da espécie é (Donn ex Willd.) 8Howell, tendo sido publicada em Erythea 1(2): 38. 1893.

## Portugal
Trata-se de uma espécie presente no território português, nomeadamente em Portugal Continental.
Em termos de naturalidade é introduzida na região atrás indicada.

## Protecção
Não se encontra protegida por legislação portuguesa ou da Comunidade Europeia.